# Співак Марк Сидорович
Марк Си́дорович Спі́вак (24 грудня 1902, село Кустолове Кобеляцького повіту Полтавської губернії — 16 квітня 1975, місто Київ) — український радянський і партійний діяч. Міністр сільського господарства Української РСР, 1-й секретар Полтавського обласного комітету Компартії України, голова виконкому Сталінської обласної Ради. Депутат Верховної Ради СРСР 3—5-го скликань. Член ЦК КПУ в 1952—1966 роках. Професор (з 1967 року).

## Життєпис
Народився в селянській родині. У 1920—1924 роках працював у господарстві свого батька в Полтавській губернії. Закінчив семирічну школу, працював бібліотекарем, секретарем Комітету незаможних селян і секретарем сільської ради в селі Кустолове.
Закінчив у 1926 році Андріївську сільськогосподарську профшколу, а у 1930 році Харківський зооветеринарний інститут за фахом «зоотехнік-організатор». .
У 1930 — жовтні 1934 року — старший зоотехнік, заступник директора Ровеньківського радгоспу (Донецька область)
У 1934—1941 роках — директор навчального радгоспу, завідувач навчальної частини, викладач соціально-економічних дисциплін Мар'їнського зоотехнічного технікуму Сталінської області. Член ВКП(б) з 1940 року.
У 1941 році — завідувач Мар'їнського районного земельного відділу Сталінської області, заступник завідувача сільськогосподарського відділу Сталінського обласного комітету КП(б) України.
У 1941—1943 роках — директор радгоспу, завідувач відділу тресту радгоспів у Казахській РСР.
З 1943 року — заступник завідувача сільськогосподарського відділу Сталінського обласного комітету КП(б) України.
У 1945 — лютому 1947 року — завідувач сільськогосподарського відділу Сталінського обласного КП(б) України.
У лютому (затв.) 1947 — лютому 1949 року — 3-й секретар Сталінського обласного комітету КП(б)У.
У лютому (оф. червні) 1949 — серпні 1950 року — голова виконавчого комітету Сталінської обласної ради депутатів трудящих.
9 травня 1950 — 31 травня 1952 року — 1-й секретар Полтавського обласного комітету Компартії України.
21 травня 1952 — 10 квітня 1953 року — міністр сільського господарства Української РСР.
З 10 квітня по 18 грудня 1953 року — 1-й заступник міністра сільського господарства та заготівель Української РСР.
18 грудня 1953 — 16 березня 1965 року — міністр сільського господарства Української РСР.
З березня 1965 року — на пенсії. У 1965—1975 роках — професор кафедри організації сільського господарства Української сільськогосподарської академії у Києві.

## Нагороди
- орден Леніна (26.02.1958)
- орден Жовтневої Революції
- два ордени Трудового Червоного Прапора (22.03.1966)
- три Великі золоті медалі ВДНГ СРСР
- медалі
- Почесна грамота Президії Верховної Ради Української РСР (3.05.1965)